# Changan Hunter Plus

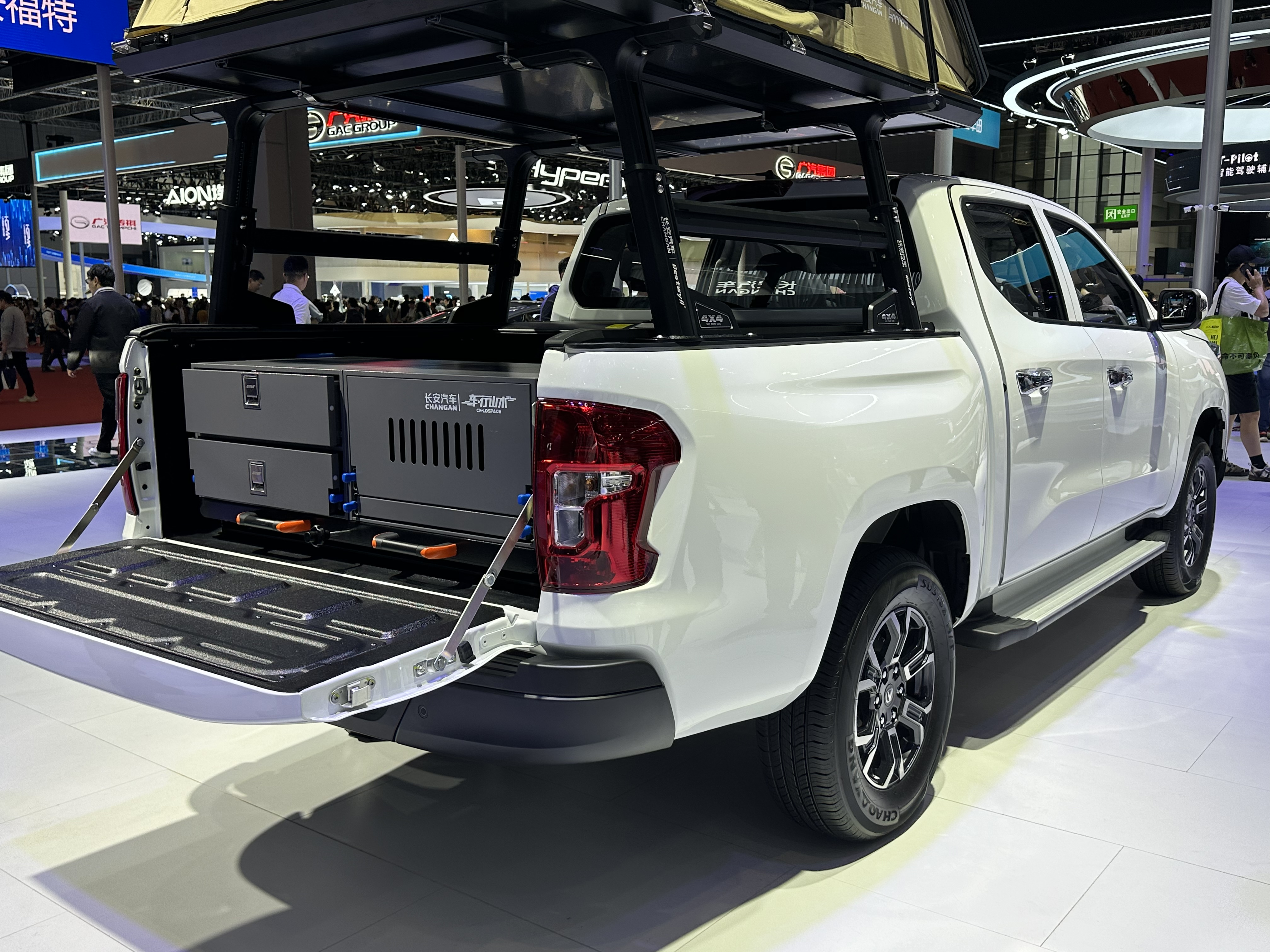
Changan Lantuozhe EV (вид сзади)

Changan Hunter Plus (на внутреннем рынке Changan Lantazhe) — среднеразмерный пикап, выпускающийся с 2023 года китайской компанией Changan. Автомобиль представляет собой локализованную версию автомобиля Changan Hunter, адаптированную для эксплуатации в российских условиях. В Южной Африке автомобиль называется Fiat Titano.

## Описание
Автомобиль Changan Lantazhe (в КНР Lantuo или Lantop) впервые был представлен в ноябре 2022 года. Он базируется на той же платформе, что и Changan F70. Модель оснащается четырёхцилиндровым двигателем внутреннего сгорания с турбонаддувом объёмом 2 литра, мощностью 163—233 л. с. (в России 226 л. с.) и крутящим моментом 390—400 Н*м (в России 390 Н*м).
На выставке Auto Shanghai 2023 также был представлен электромобиль Changan Lantazhe EV с электродвигателем TZ210XS103 мощностью 60—130 кВт. Максимальная скорость составляет 190 км/ч.
В России автомобиль Changan Hunter Plus продаётся в комплектациях Comfort и Luxe и только с автоматической трансмиссией. По российским меркам, пикап позиционируется, как автомобиль бизнес-класса. Продажи осуществляются с 26 июня 2023 года. Конкурентами модели являются JAC T6 и GWM King Kong Poer. Одновременно с этим на российский рынок поступил CS75 Plus.